# Christian Harrison
Pour les articles homonymes, voir Harrison.
Christian Harrison, né le 29 mai 1994 à Shreveport, est un joueur de tennis américain, professionnel depuis 2011.
Il est le frère cadet du joueur de tennis Ryan Harrison.

## Carrière
Christian Harrison atteint en 2012 les quarts de finale en double de l'US Open avec son frère, en ayant éliminé deux têtes de série. En simple, il est demi-finaliste lors du Challenger de Lexington. En février 2013, il remporte le premier titre de sa carrière à Sheffield, puis reçoit une invitation pour le Masters de Miami en double en compagnie de son frère. En juin, il atteint la finale du Challenger de Fürth avec le Néo-Zélandais Michael Venus. Il bat également Alejandro Falla à Atlanta.
Après plus de deux ans d'absence où il cumul les opérations (hanche, épaule, poignets) et une mononucléose, il reprend sa carrière début 2016. Il se fait remarquer lors de l'US Open puisqu'il parvient à se qualifier après avoir reçu une invitation pour jouer les qualifications. Il est sèchement battu par Paul-Henri Mathieu (6-0, 6-2, 6-1). En 2017, il se qualifie pour le Masters de Miami. En 2018, il est finaliste du Challenger de Savannah et se qualifie pour le tournoi de Wimbledon. Il subit pas moins de huit opérations au cours de sa carrière, dont une au fémur cette année-là.
En 2021, il crée la surprise en se qualifiant pour les demi-finales du tournoi ATP de Delray Beach avec un classement protégé car il est classé 789e mondial. Il est aussi finaliste en double avec son frère. En 2022, il est demi-finaliste à Monterrey puis de nouveau finaliste à Savannah où il s'incline contre Jack Sock. Issu des qualifications à Wimbledon, il passe l'invité Jay Clarke puis abandonne sur blessure au second tour contre Oscar Otte. Il fait son retour en 2023 mais obtient ses meilleurs résultats en double avec trois titres. En conséquence, il se spécialise dans la discipline à compter de 2024. Cette année-là, il s'impose à six reprises dont Pau, Lille et Mouilleron-le-Captif.
En 2025, il remporte avec Evan King l'ATP 500 de Dallas après être sorti des qualifications.

## Palmarès

### Titres en double messieurs
| No | Date       | Nom et lieu du tournoi                               | Catégorie | Dotation    | Surface    | Partenaire | Finalistes                  | Score      |          |
| -- | ---------- | ---------------------------------------------------- | --------- | ----------- | ---------- | ---------- | --------------------------- | ---------- | -------- |
| 1  | 03-02-2025 | Dallas Open Dallas                                   | ATP 500   | 2 760 000 $ | Dur (int.) | Evan King  | Ariel Behar Robert Galloway | 7-64, 7-64 | Parcours |
| 2  | 24-02-2025 | Abierto Mexicano Telcel presentado por HSBC Acapulco | ATP 500   | 2 585 410 $ | Dur (ext.) | Evan King  | Sadio Doumbia Fabien Reboul | 6-4, 6-0   | Parcours |

### Finales en double messieurs
| No | Date       | Nom et lieu du tournoi                         | Catégorie | Dotation  | Surface    | Vainqueurs                          | Partenaire    | Score              |          |
| -- | ---------- | ---------------------------------------------- | --------- | --------- | ---------- | ----------------------------------- | ------------- | ------------------ | -------- |
| 1  | 07-01-2021 | Delray Beach Open by VITACOST.com Delray Beach | ATP 250   | 418 195 $ | Dur (ext.) | Ariel Behar Gonzalo Escobar         | Ryan Harrison | 65-7, 7-64, [10-4] | Parcours |
| 2  | 10-01-2025 | ASB Classic Auckland                           | ATP 250   | 680 140 $ | Dur (ext.) | Nikola Mektic Michael Venus         | Rajeev Ram    | Forfait            | Parcours |
| 3  | 10-02-2025 | Delray Beach Open Delray Beach                 | ATP 250   | 680 140 $ | Dur (ext.) | Miomir Kecmanović Brandon Nakashima | Evan King     | 7-63, 1-6, [10-3]  | Parcours |

## Parcours dans les tournois duGrand Chelem

### En simple
| Année | Open d'Australie | Open d'Australie | Internationaux de France | Internationaux de France | Wimbledon       | Wimbledon     | US Open         | US Open       |
| ----- | ---------------- | ---------------- | ------------------------ | ------------------------ | --------------- | ------------- | --------------- | ------------- |
| 2016  | —                | —                | —                        | —                        | —               | —             | 1er tour (1/64) | P.-H. Mathieu |
| 2018  | —                | —                | —                        | —                        | 1er tour (1/64) | Kei Nishikori | —               | —             |
| 2022  | —                | —                | —                        | —                        | 2e tour (1/32)  | Oscar Otte    |                 |               |

N.B. : à droite du résultat se trouve le nom de l'ultime adversaire.

### En double messieurs
| Année | Open d'Australie | Open d'Australie | Internationaux de France | Internationaux de France | Wimbledon | Wimbledon | US Open                                                                                 | US Open |
| ----- | ---------------- | ---------------- | ------------------------ | ------------------------ | --------- | --------- | --------------------------------------------------------------------------------------- | ------- |
| 2012  | —                | —                | —                        | —                        | —         | —         | 1/4 de finale R. Harrison \|\| style="text-align:left;" \| A.-U.-H. Qureshi J.-J. Rojer |         |
|       |                  |                  |                          |                          |           |           |                                                                                         |         |
| 2017  | —                | —                | —                        | —                        | —         | —         | 2e tour (1/16) C. Eubanks \|\| style="text-align:left;" \| R. Haase M. Middelkoop       |         |
| 2018  | —                | —                | —                        | —                        | —         | —         | 1/8 de finale R. Harrison \|\| style="text-align:left;" \| R. Albot M. Jaziri           |         |
|       |                  |                  |                          |                          |           |           |                                                                                         |         |
| 2020  | —                | —                | —                        | —                        | Annulé    | Annulé    | 1/8 de finale R. Harrison \|\| style="text-align:left;" \| R. Ram J. Salisbury          |         |
|       |                  |                  |                          |                          |           |           |                                                                                         |         |
| 2024  | —                | —                | —                        | —                        | —         | —         | 1er tour (1/32) V. Kirkov \|\| style="text-align:left;" \| I. Dodig A. Pavlásek         |         |

N.B. : le nom du partenaire se trouve sous le résultat ; les noms des ultimes adversaires se trouvent à droite.

### En double mixte
| Année | Open d'Australie | Open d'Australie | Internationaux de France                                                                           | Internationaux de France                                                                  | Wimbledon | Wimbledon | US Open                      | US Open                   |
| ----- | ---------------- | ---------------- | -------------------------------------------------------------------------------------------------- | ----------------------------------------------------------------------------------------- | --------- | --------- | ---------------------------- | ------------------------- |
| 2015  | —                | —                | —                                                                                                  | —                                                                                         | —         | —         | 1er tour (1/16) V. Duval     | J. Görges N. Zimonjić     |
| 2016  | —                | —                | —                                                                                                  | —                                                                                         | —         | —         | —                            | —                         |
| 2017  | —                | —                | —                                                                                                  | —                                                                                         | —         | —         | 1er tour (1/16) A. Anisimova | Chan H.-c. M. Venus       |
| 2018  | —                | —                | —                                                                                                  | —                                                                                         | —         | —         | 1/2 finale C. McHale         | B. Mattek-Sands J. Murray |
|       |                  |                  | |                                                                                           |           |           |                              |                           |
| 2025  | —                | —                | 2e tour (1/8) N. Melichar-Martinez \|\| style="text-align:left;" \| L. Siegemund É. Roger-Vasselin | 1er tour (1/16) N. Melichar-Martinez \|\| style="text-align:left;" \| Jiang X. Y. Bhambri | —         | —         |                              |                           |

N.B. : le nom de la partenaire se trouve sous le résultat ; les noms des ultimes adversaires se trouvent à droite.

## Parcours dans lesMasters 1000
| Année | Indian Wells | Miami              | Monte-Carlo | Madrid | Rome | Canada | Cincinnati              | Shanghai | Paris |
| ----- | ------------ | ------------------ | ----------- | ------ | ---- | ------ | ----------------------- | -------- | ----- |
| 2017  | —            | 1er tour Dudi Sela | —           | —      | —    | —      | 2e tour N. Basilashvili | —        | —     |

N.B. : sous le résultat se trouve le nom de l’ultime adversaire.

## Classements ATP en fin de saison
| Année          | 2011 | 2012 | 2013 | 2014 | 2015 | 2016 | 2017 | 2018 | 2019 | 2020 | 2021 | 2022 | 2023 | 2024 |
| Rang en simple | 1306 | 474  | 431  | –    | –    | 479  | 246  | 258  | 666  | 774  | 252  | 347  | 524  | –    |
| Rang en double | 927  | 174  | 717  | –    | 850  | –    | 542  | 249  | 880  | 293  | 187  | 261  | 148  | 84   |

Source : (en) Classements de Christian Harrison sur le site officiel de la Fédération internationale de tennis